# Кремона, Эмануил Винсент
Эмануи́л Ви́нсент (Э́мвин) Кремо́на (мальт. Emanuel Vincent (Emvin) Cremona; 27 мая 1919, Ла-Валлетта — 29 января 1987, Ла-Валлетта) — известный мальтийский художник. Считается одним из основоположников мальтийского модернизма, а его творчество — частью национального достояния Мальты XX столетия и гордостью жителей архипелага. Художник почтовых марок Мальты.

## Биография
Родился в Ла-Валлетте 27 мая 1919 года. Шевалье.
Обучался живописи в Государственной школе искусств (англ. Government School of Arts) в Мсиде, затем в Королевской академии изящных искусств в Риме, Школе изящных искусств Феликса Слэйда в Лондоне, Высшей школе изящных искусств в Париже и ряде других заведений.
В 1947—1960 годах преподавал в Государственной школе искусств, которую ранее сам окончил. Кремона также занимал пост члена Совета по культуре и искусству Мальты.
В 1984 году художник серьёзно заболел, у него отнялась правая рука. Эмвин Кремона умер 29 января 1987 года.

## Творчество
Эмвин Кремона специализировался на католической религиозной живописи, мозаичных панно и больших фресках. В 1970 году Национальным советом женщин Мальты его работы были представлены королеве Великобритании Елизавете II. В том же году он спроектировал павильон Мальты на Всемирной выставке «Экспо-70» в Осаке (Япония).
Созданные художником мозаики украшают храм Та’Пину на острове Гозо; в 2006 году они были отреставрированы. Художником также оформлен интерьер приходской церкви Святого Каетана в Хамруне.
Другие наиболее известные работы Кремоны находятся в приходских церквях Мсиды и иных городков архипелага, в том числе в Биргу (в церкви Благовещения Пресвятой Богородицы)[≡], а также в часовне Международного аэропорта Мальты.
Кроме того, ряд его полотен экспонируется в здании штаб-квартиры Организации Объединенных Наций в Нью-Йорке.

### Создание почтовых марок
С сентября 1957 по 1979 год Эмвин Кремона был причастен к созданию в общей сложности 62 выпусков почтовых марок страны, многие из которых, по свидетельствам современников, являются наиболее примечательными из всех мальтийских почтовых эмиссий по своему дизайну. В частности, именно Кремоной были подготовлены первые марки Мальты, получившей в сентябре 1964 года независимость от Великобритании.
Основные темы почтовых марок Эмвина — исторические события, известные мальтийцы и зарубежные деятели. Ряд почтовых миниатюр создан художником в абстрактной манере. В числе прочих его кисти принадлежат 16 рождественских выпусков страны.
Кеннет Вуд (Kenneth A. Wood) в своём трёхтомнике «Это филателия» счёл необходимым отозваться об Эмвине Кремоне в статье о почтовой истории Мальты так:

«Многие мальтийские марки, выполненные одним из лучших дизайнеров марок мира Э. В. Кремоной, приобрели безошибочно узнаваемый национальный колорит. Именно благодаря творчеству этого художника на марках Мальты искусство создания почтовых миниатюр представлено, возможно, в наилучшем варианте, где-либо обнаруживаемом».
Оригинальный текст (англ.)"Many Maltese stamps have had an unmistakable national character resulting from the work of one of the world`s great stamp designers, E. V. Cremona. This artist has been responsible for giving Malta some of the best stamp art to be found anywhere."

## Награды
Папой римским Эмвин Кремона был представлен к ордену святого Сильвестра рыцарской степени. Кроме того, художник получил два мальтийских знака отличия:
- Награждён Золотой медалью Мальтийского общества искусств, промышленности и торговли (Malta Society of Arts, Manufactures and Commerce).
- В 1971 году удостоен медали «За заслуги[англ.]» Конфедерации муниципалитетов Мальты (Confederation of Civic Councils). Дизайн медали был разработан им же самим за три года до этого.

## Память и наследие
В мальтийском городке Аттард именем Эмвина Кремоны назван один из скверов — мальт. Ġnien Emvin Cremona (англ. Emvin Cremona Garden).
Весной 2004 года по случаю вступления Мальты в Европейский союз компания «МальтаПост» и общество «Наследие Мальты» организовали в выставочном зале Национального музея археологии Ла-Валлетты выставку «Мальтийская история на марках» на основе почтовых марок, созданных Эмвином Кремоной, и других связанных с этим артефактов из национальной коллекции страны.
Сын Эмвина Марко Кремона (мальт. Marco Cremona) пошёл по стопам отца и также стал известным художником и архитектором.